# Manfred Barthel (Autor)
Manfred Richard Hermann Barthel (* 24. Februar 1924 in Chemnitz; † 18. Oktober 2007 in München) war ein deutscher Schriftsteller, Drehbuchautor, Journalist, Kritiker, Filmproduzent und Filmregisseur.

## Leben
Barthel hatte in Berlin Theaterwissenschaft studiert und wurde dort zum Dr. phil. promoviert. In späteren Jahren publizierte er Bücher und verfasste Filmmanuskripte häufig unter dem Signum Dr. Manfred Barthel. Seine ersten beruflichen Schritte absolvierte er als Redakteur und Kritiker bei der Zeitung Der Abend. 1953 wurde er von Kurt Ulrichs Berolina als Dramaturg eingestellt. Ende der 50er Jahre beteiligte sich Barthel auch an den Drehbüchern zu zwei Filmkomödien.
Barthel war an der Entstehung der Berlinale beteiligt und von 1963 bis 1976 Nachfolger von Gerhard F. Hummel bei der Constantin Film. Dort war er, beginnend mit Zimmer 13, vor allem mit der dramaturgischen Betreuung der Edgar-Wallace-Filme beschäftigt. In seine Ägide fällt aber auch die Aufsicht über eine Reihe von Karl-May-Verfilmungen. Zur selben Zeit soll Barthel auch weiterhin, diesmal unter dem Pseudonym Michael Haller, Drehbücher geschrieben haben. Seit 1969 betätigte sich Manfred Barthel auch im Bereich der Produktion von halbdokumentarischen Filmen, nach Vorlagen von Erich von Däniken. Regie führte dort Harald Reinl. Einige von Barthels Arbeiten, so auch seine 1977/78 entstandene einzige Filmregie Sie nannten ihn Christus, setzten sich mit biblischen und christlichen Inhalten auseinander.
Seit Barthels Produktionsbeteiligung an der Filmkomödie Oh Jonathan – oh Jonathan! mit Heinz Rühmann und der Drehbuchmitarbeit zu dem Rühmann-Abschreibungsfilm Das chinesische Wunder galt Barthel als enger Vertrauter des Filmstars. 1987 gab er zum 85. Geburtstag des Künstlers den Erinnerungsband Heinz Rühmann. Ein Leben in Bildern heraus, 1994 trat er als Interviewer in der Rühmann-Fernsehdokumentation Kleiner Mann ganz groß in Erscheinung. Darüber hinaus publizierte Barthel eine Reihe von Büchern zu sehr unterschiedlichen Themen.

## Filme
- 1957: Es wird alles wieder gut (Drehbuchmitarbeit)
- 1958: Der Maulkorb (Drehbuchmitarbeit)
- 1968: Die Folterkammer des Dr. Fu Man Chu (Drehbuchmitarbeit)
- 1970: Erinnerungen an die Zukunft (Herstellungsleitung)
- 1972: Grün ist die Heide (Co-Produktion)
- 1973: Oh Jonathan – oh Jonathan! (Co-Produktion)
- 1975: Liebe mal so - mal so (Fernsehfilm, Drehbuchmitarbeit)
- 1975: Das chinesische Wunder (Drehbuchmitarbeit) (UA: 1977)
- 1976: Erich von Däniken: Botschaft der Götter (auch Produktionsleitung)
- 1977: … und die Bibel hat doch recht (auch Produktions- und Herstellungsleitung)
- 1978: Sie nannten ihn Christus (Dokumentarfilm; Regie, Drehbuch, Produktionsleitung)
- 1981: Sieben Weltwunder der Technik (Fernsehdokumentarfilmreihe, Drehbuchmitarbeit)